# Kenneth Kimutai Kiplimo
Kenneth Kimutai Kiplimo (* 10. Dezember 1981) ist ein kenianischer Langstreckenläufer, der sich auf Straßenläufe spezialisiert hat.

## Leben
2008 wurde er Dritter beim Beach to Beacon 10K und Siebter beim Delhi-Halbmarathon. Im Jahr darauf wurde er Sechster bei den World’s Best 10K, Zweiter beim Great North Run und jeweils Siebter bei den Halbmarathon-Weltmeisterschaften in Birmingham und beim Delhi-Halbmarathon.
2010 folgte einem Zayed-Halbmarathon ein Sieg beim Redcar-Halbmarathon. 2011 wurde er Fünfter beim Berliner Halbmarathon, jeweils Zweiter beim Göteborgsvarvet und beim Valencia-Halbmarathon und er siegte beim Vidovdan-Lauf.
2012 wurde er Siebter beim RAK-Halbmarathon und Fünfter beim Enschede-Marathon.

## Persönliche Bestleistungen
- 10.000 m: 27:16,49 min, 8. Juni 2008, Eugene
- 10-km-Straßenlauf: 27:34 min, 9. November 2008, Neu-Delhi (Zwischenzeit)
- Stundenlauf: 20.797 m, 1. Juni 2009, Hengelo
- Halbmarathon: 1:00:41 h, 7. Januar 2010, Abu Dhabi
- Marathon: 2:12:45 h, 22. April 2012, Enschede